# Норман Рідус
Марк Но́рман Рі́дус (англ. Mark Norman Reedus; нар. 6 січня 1969, Голлівуд, штат Флорида, США) — американський актор та модель. Відомий ролями у телесеріалі «Ходячі мерці» і фільмі «Святі з нетрів».

## Життєпис
Рідус народився в Голлівуді, штат Флорида, але виріс в Лос-Анджелесі, штат Каліфорнія, де й розпочав кар'єру моделі. Він у різні роки був моделлю таких брендів як Prada, Alessandro Dell'Acqua, Durban, Levi's і Lexus.
Як актор Рідус дебютував у фільмі 1997 року «Мутанти». Його найвідоміша роль на великому екрані була у фільмі «Святі з нетрів».
З 2010 року Рідус грає роль Деріла Діксона в телесеріалі «Ходячі мерці».

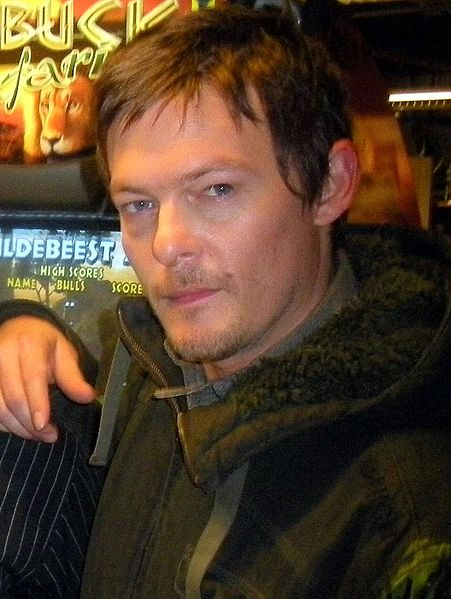
Норман Рідус у 2009 році

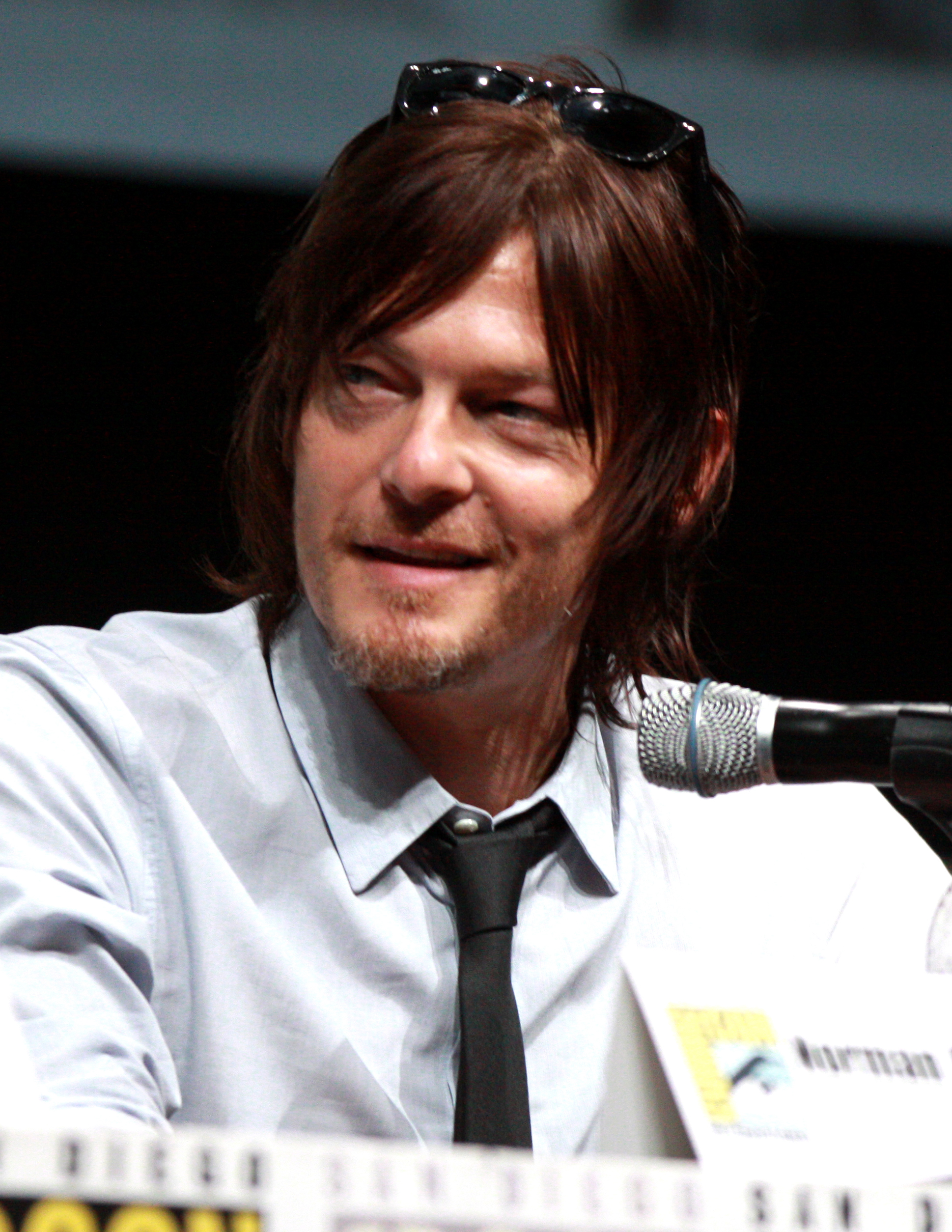
Норман Рідус у 2013 році

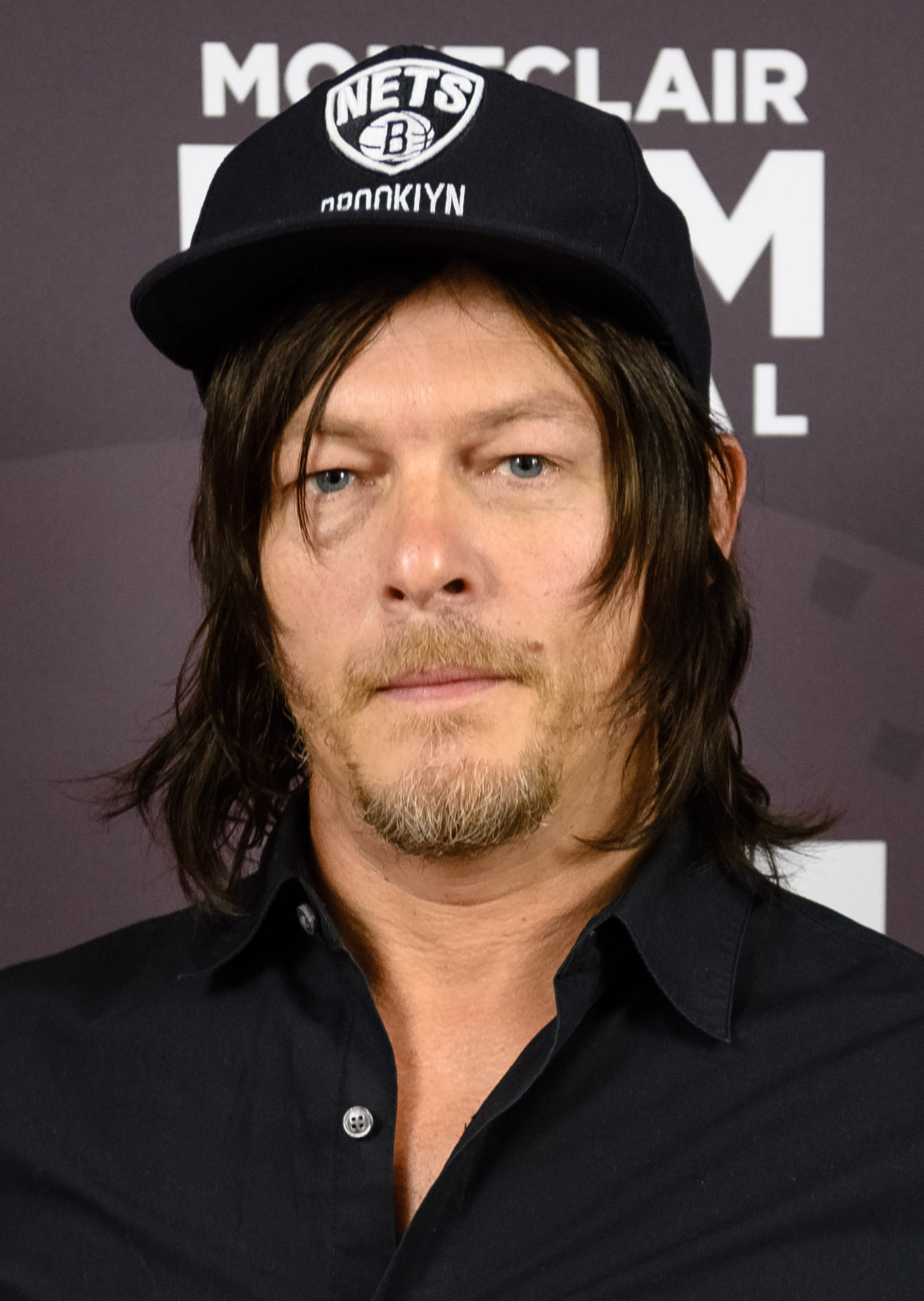
Норман Рідус у 2016 році

Зовнішність Нормана надана Сему, протагоністу гри Death Stranding, яка вийшла восени 2019 року.

## Особисте життя
Рідус був у п'ятирічних стосунках із супермоделлю Геленою Крістенсен з 1998 по 2003 рік. Незважаючи на повідомлення про протилежне, вони ніколи не були одружені. Разом вони мають сина, Мінгуса Люсьєна Рідуса (нар. 13 жовтня 1999 р.). Вони залишилися друзями та розділили спільну опіку над сином.
У лютому 2005 року Рідус отримав травму голови, коли вантажівка зіткнулася з його автомобілем у Німеччині.
У 2015 році познайомився з Діаною Крюгер. У листопаді 2018 року Крюгер народила доньку, свою першу та його другу дитину.

## Фільмографія

### Кіно
| Рік  | Українська назва                    | Оригінальна назва                      | Роль                                |
| ---- | ----------------------------------- | -------------------------------------- | ----------------------------------- |
| 1997 | Мутанти                             | Mimic                                  | Джеремі                             |
| 1998 | Я втрачаю тебе                      | I'm Losing You                         | Тобі                                |
| 1998 | Темна гавань                        | Dark Harbor                            | молодий чоловік                     |
| 1998 | Девіс мертвий                       | Davis Is Dead                          | Ларрі                               |
| 1999 | Нехай диявол носить чорне           | Let the Devil Wear Black               | Бротіган                            |
| 1999 | 8 міліметрів                        | 8mm                                    | Воррен Андерсон                     |
| 1999 | Святі з нетрів                      | The Boondock Saints                    | Мерфі МакМанус                      |
| 2000 | Ритм                                | Beat                                   | Люсьєн Карр                         |
| 2000 | Поговір                             | Gossip                                 | Тревіс                              |
| 2000 | Пісок                               | Sand                                   | Джек                                |
| 2002 | Блейд II                            | Blade II                               | Джош/Скад                           |
| 2005 | Антитіла                            | Antibodies                             | Шмітц                               |
| 2006 | Злочин                              | A Crime                                | Вінсент Гарріс                      |
| 2007 | Гангстер                            | American Gangster                      | детектив у морзі                    |
| 2008 | Розшукується герой                  | Hero Wanted                            | Свейн                               |
| 2008 | Кадилак Рекордс                     | Cadillac Records                       | звукооператор фірми Chess           |
| 2009 | Пандорум                            | Pandorum                               | Шепард                              |
| 2009 | Святі з нетрів 2: День всіх святих  | The Boondock Saints II: All Saints Day | Мерфі МакМанус                      |
| 2010 | Змовниця                            | The Conspirator                        | Льюїс Павелл                        |
| 2011 | Привіт, Герман                      | Hello Herman                           | Лакс                                |
| 2013 | Залізна людина: Повстання Техновора | Iron Man: Rise of Technovore           | Френк Касл / Каратель (озвучування) |
| 2013 | Промінь світла молодший             | Sunlight Jr.                           | Джастін                             |
| 2013 | Хроніки ломбарду                    | Pawn Shop Chronicles                   | Стенлі                              |
| 2014 | Драйвер на ніч                      | Stretch                                | у ролі себе                         |
| 2015 | Повітря                             | Air                                    | Бауер                               |
| 2015 | Канікули                            | Vacation                               | далекобійник                        |
| 2016 | Три дев'ятки                        | Triple Nine                            | Рассел Велх                         |
| 2017 | Інопланетне вторгнення: S.U.M.1     | S.U.M.1                                | K.E.R.4                             |
| 2023 | Байкери                             | The Bikeriders                         | Сонні                               |
| 2025 | Балерина                            | Ballerina                              |                                     |

### Телебачення
| Рік       | Українська назва                    | Оригінальна назва                 | Роль            | Примітки                                                                                   |
| --------- | ----------------------------------- | --------------------------------- | --------------- | ------------------------------------------------------------------------------------------ |
| 2003      | Усі жінки — відьми                  | Charmed                           | Нейт Паркс      | Сезон 5 епізоди 19, 20, 21                                                                 |
| 2005      | Майстри жахів                       | Masters of Horror                 | Кірбі           | епізод «John Carpenter's Cigarette Burns»                                                  |
| 2006      | Закон і порядок: Спеціальний корпус | Law & Order: Special Victims Unit | Дерек Лорд      | епізод «Influence»                                                                         |
| 2010      | Гаваї 5.0                           | Hawaii Five-0                     | Антон Гессе     | епізод «Pilot»                                                                             |
| 2010-2022 | Ходячі мерці (І мертві підуть)      | The Walking Dead                  | Деріл Діксон    | IGN Award for Best TV Hero (2012) Satellite Award for Best Cast — Television Series (2012) |
| 2016      | Американський тато                  | American Dad!                     | Тім (озвучення) |                                                                                            |
| 2023      | Ходячі мерці: Деріл Діксон          | The Walking Dead: Daryl Dixon     | Деріл Діксон    |                                                                                            |

## Премії та номінації
| Рік  | Премія                             | Номінація                                   | Фільм                        | Результат | Пос.   |
| ---- | ---------------------------------- | ------------------------------------------- | ---------------------------- | --------- | ------ |
| 1998 | Премія «Ґотем»                     | Найкращий акторський прорив                 | Кров з молоком               | Номінація | [ 1 ]  |
| 2012 | Премія «Сатурн»                    | Найкращий актор телебачення                 | Ходячі мерці                 | Номінація | [ 2 ]  |
| 2012 | Премія «Супутник»                  | Найкращий акторський склад у серіалі        | Ходячі мерці                 | Перемога  | [ 3 ]  |
| 2012 | IGN Awards                         | Найкращий телевізійний герой                | Ходячі мерці                 | Перемога  | [ 4 ]  |
| 2012 | IGN People's Choice Awards         | Найкращий телевізійний герой                | Ходячі мерці                 | Перемога  | [ 4 ]  |
| 2014 | EWwy Awards                        | Найкращий актор другого плану               | Ходячі мерці                 | Номінація | [ 5 ]  |
| 2014 | New York City Horror Film Festival | За досягнення протягом життя                | Various                      | Перемога  | [ 6 ]  |
| 2015 | Премія «Сатурн»                    | Найкращий актор телебачення                 | Ходячі мерці                 | Номінація | [ 7 ]  |
| 2015 | Fangoria Chainsaw Awards           | Найкращий телевізійний актор другого плану  | Ходячі мерці                 | Перемога  | [ 8 ]  |
| 2017 | Премія «Сатурн»                    | Найкращий актор другого плану у телесеріалі | Ходячі мерці                 | Номінація | [ 9 ]  |
| 2018 | Вибір критиків                     | Найкраще неструктуроване Реаліті-шоу        | По дорозі з Норманом Рідусом | Номінація | [ 10 ] |